# Carcinologia
La carcinologia è una branca della zoologia, ed in particolare della artropologia, che si occupa dello studio dei crostacei, un subphylum degli Artropodi che comprende principalmente animali acquatici marini, sebbene siano ampiamente presenti anche nelle acque dolci e sia nota qualche specie terrestre.
Altri nomi con cui è conosciuta questa scienza sono malacostracologia (dal nome della classe Malacostraca che comprende più dei due terzi di tutto il subphylum Crustacea) e crostaceologia. Uno zoologo specializzato in carcinologia è chiamato carcinologo o, occasionalmente, malacostracologo e crostaceologo.
La parola carcinologia deriva dall'unione della parola greche karkínos (καρκίνος, "granchio") e del suffisso -logìa (-λογία, "studio, trattazione").

## Branche
La carcinologia è una branca dell'artropologia, ossia dello studio degli artropodi, un phylum di animali invertebrati protostomi celomati che comprende circa i 5/6 delle specie finora classificate (2005), e comprende a sua volta tre branche tassonomicamente orientate:
- astacologia – lo studio degli appartenenti all'infraordine Astacidea.
- cirripedologia – lo studio degli appartenenti all'infraclasse Cirripedia.
- copepodologia – lo studio degli appartenenti alla sottoclassa Copepoda.

## Riviste
Le più diffuse Pubblicazione scientifiche dedicate allo studio dei crostacei sono:
- Crustaceana
- Journal of Crustacean Biology